# Frieda Sembach-Krone

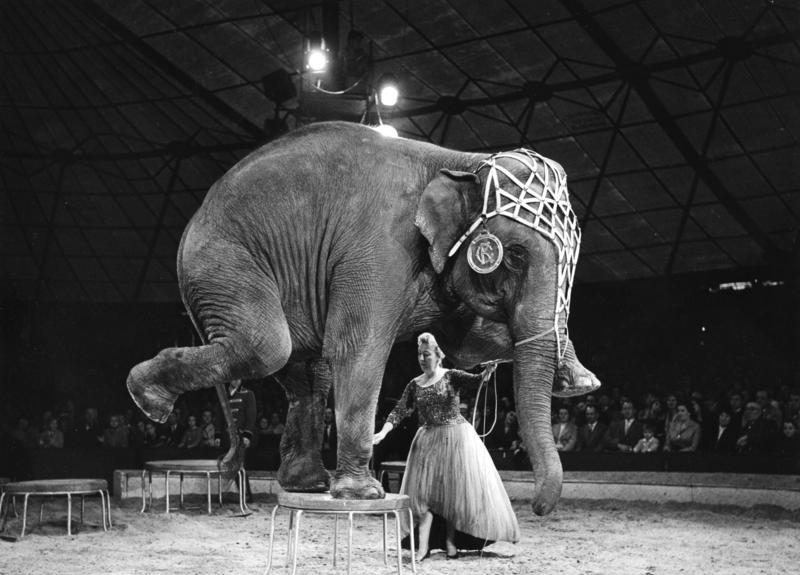
Frieda Sembach-Krone bei der Elefantendressur, 1961

Frieda Sembach-Krone (* 15. April 1915 in Wien; † 2. November 1995 in Starnberg) war eine deutsche Artistin und Direktorin des Circus Krone.

## Leben und Wirken
Sie war die Tochter des Zirkusdirektors Carl Krone und der Raubtierdompteuse Ida Krone, geborene Ahlers. Bereits im Alter von zwölf Jahren zeigte sie im väterlichen Zirkus eine Pferdedressur und wurde als „Prinzessin der Pferde“ in ganz Europa gefeiert. 1935 heiratete sie den Dompteur Carl Sembach. Von 1943 bis 1980 führte sie eine große Elefantenherde vor.
Nach dem Tod ihres Vaters 1943 leitete sie zusammen mit ihrem Ehemann das Unternehmen. An Stelle des im Zweiten Weltkrieg zerstörten Münchner Stammhauses konnte 1962 der neue Bau auf dem Marsfeld eröffnet werden. Frieda Sembach-Krone initiierte die Programme „Bayern spielt auf“, „Krone-Festival“ und „Stars in der Manege“. Nach dem Tod ihres Ehemannes 1984 leitete sie den Zirkus zusammen mit ihrer Tochter Christel Sembach-Krone.

## Auszeichnungen
- 1962: Ernst-Renz-Plakette
- 1969: Bayerischer Verdienstorden
- 1974: Großes Verdienstkreuz der Bundesrepublik Deutschland
- 1988: Bayerischer Poetentaler

## Autobiografie
- Circus Krone. Eure Gunst – unser Streben. Eine autorisierte Aufzeichnung von Hellmuth Schramek. Ehrenwirth Verlag, München 1969.